# Choerophryne allisoni
Choerophryne allisoni es una especie de anfibio de la familia Microhylidae. Es endémica de la provincia Tierras Altas del Sur en Papúa Nueva Guinea, más concretamente del Monte Sisa a 2000 m de altitud.